# Robert Powell
Robert Powell, född 1 juni 1944 i Salford i Greater Manchester, är en brittisk skådespelare, mest känd för sin roll som Jesus i filmen Jesus från Nasaret från 1977.

## Filmografi
- 1969 – Den vilda biljakten
- 1971 – Hemligheter
- 1972 – Hospitalet
- 1972 – Mrs. Warren's Profession
- 1972 – Shelley
- 1973 – The Asphyx
- 1974 – Mahler
- 1975 – Tommy
- 1977 – Jesus från Nasaret
- 1977 – Bortom gott och ont
- 1978 – De 39 stegen
- 1978 – De fyra fjädrarna
- 1980 – Harlequin
- 1980 – Jane Austen in Manhattan
- 1981 – The Survivor
- 1982 – The Hunchback of Notre Dame
- 1983 – Spionen som levde två gånger
- 1984 – Fantomgrottornas hemlighet
- 1984 – Frankenstein
- 1987 – Shaka Zulu
- 1991 – Merlin of the Crystal Cave
- 1993 – The Mystery of Edwin Drood
- 1993–1997 – Mästerdetektiverna (TV-serie)
- 2005 – Hey Mr DJ
- 2013 – Bibeln - som du aldrig sett den förut (berättarröst)